# Jozef Clynmans
Joseph (Jozef) Guillaume Marie Sophie Clynmans (Leuven, 24 januari 1889 - Antwerpen, 23 augustus 1966) was een Belgisch Advocaat en politicus voor de UCB / CVP. Daarnaast was hij een tijdlang voorzitter van NCMV-afdelingen Leuven en Antwerpen.

## Levensloop
Clynmans, zoon van een Leuvens boekhandelaar, werd doctor in de rechten (Katholieke Universiteit Leuven) en advocaat.
Voor de oorlog had hij gemiliteerd bij de katholieke middenstandbond. Hij begon na de oorlog aan een politieke loopbaan in Leuven. In 1919 stelde hij zich op een onverkiesbare plaats kandidaat op de lijst van de neutrale middenstandsbond, bij de wetgevende verkiezingen. Hij werd vervolgens opgevist door de katholieke middenstandsbond en werd in 1924 gemeenteraadslid. Van 1927 tot 1932 was hij schepen. 
In 1925 werd hij verkozen als katholiek Volksvertegenwoordiger voor het arrondissement Leuven en vervulde dit mandaat tot in 1932. Na het schandaal van de lokale middenstandsbank in Leuven, waar hij bij betrokken was en gevolg hieraan geschorst werd aan de balie, achtte hij het verkieslijk naar Antwerpen te verhuizen. Hij aarzelde even in 1936 of hij bij Rex zou aansluiten, maar deed het niet.
Na de oorlog begon hij aan een tweede carrière in Antwerpen. Hij was gemeenteraadslid van deze stad van 1946 tot 1964. In 1949 werd hij senator voor het arrondissement Antwerpen en zetelde tot in 1954.
Clynmans was een vertegenwoordiger van de middenstand. Zo was hij:
- lid van het Nationaal Comité van de Christelijke Landsbond van de Belgische Middenstand,
- voorzitter van NCMV, arrondissement Leuven,
- rechtskundig adviseur van het Syndicaat van Ambachten en Neringen, Antwerpen,
- voorzitter van NCMV, provincie Antwerpen en afdeling Antwerpen (stad),
- voorzitter van het Algemeen Syndicaat van de Middenstand.

## Publicaties
- Wet van 10 juni 1940 houdende wijziging van de samengeordende wetten op de inkomstenbelastingen en invoering van eene bijzondere en tijdelijke belasting op de uitzonderlijke winsten. Commentaar, Antwerpen, 1940.
- De Fiscale Commissies. Commentaar op art. 55, § 2 der samengeordende wetten op de inkomstenbelastingen...,, Antwerpen, 1942.
- Het fiscaal drieluik der muntsanering, Antwerpen, 1946.